# Groupe d'armées E
Le Groupe d'armées E (en allemand : Heeresgruppe E) est un groupe d'armées allemand de la Wehrmacht durant la Seconde Guerre mondiale.
Le Groupe d'armées E a été créé le 1er janvier 1943 à partir de la 12e armée. Des unités de ce groupe d'Armée ont été réparties dans toute la région de l'Est-Méditerranien, y compris la Grèce, la Serbie et la Croatie.

## Histoire
Le Groupe d'Armée E a participé à des opérations anti-partisans en Grèce et en Yougoslavie. Au cours de ces opérations, plusieurs atrocités, massacres et crimes de guerre ont été commis, comme les massacres de Kalávryta et Distomo en Grèce. En outre, pendant le processus de désarmement de l'armée italienne en septembre 1943, les troupes allemandes ont exécuté plus de 5000 prisonniers de guerre italiens dans le massacre de Céphalonie. Dans le même temps, le Groupe d'armée a réussi à repousser la tentative britannique de saisir  l'archipel d'îles en Dodécanèse, territoire italien depuis 1912 à la suite de la Guerre italo-turque de 1911-1912.
Au printemps 1945, lors de la retraite des forces de la Wehrmacht dans les Balkans, ce groupe d'armées se retire en Hongrie, avec des unités mobiles en Autriche et dans le Sud de l'Allemagne. Lors de la retraite 1945, les unités de forteresse ont été fusionnées pour former le LXXXXI Corps d'armée.
Le Groupe d'armée E a été rejoint avec ce qui restait du Groupe d'armées F du Generalfeldmarschall Maximilian von Weichs.
 Il est dissous le 25 mars 1945. Le général Alexander Löhr signe la reddition officielle de ses troupes le 9 mai en Slovénie.

## Commandement suprême
| Date                           | Commandant                             |
| ------------------------------ | -------------------------------------- |
| 31 décembre 1942 au 8 mai 1945 | Luftwaffe Generaloberst Alexander Löhr |

## Organisation
Troupes rattachées au groupe d'armées
- Heeresgruppen-Nachrichten-Regiment 521

Unités faisant partie du groupe d'armées
| Date                 | Armées |
| -------------------- | --- |
| 1943                 | |
| Février              | 22., 187., 369., 373., 704., 714., 717. et 718. Infanterie-Division, Festungsbereich Kreta, 11. Luftwaffenfeld-Division, 7. SS-Freiwilligen-Gebirgs-Division "Prinz Eugen", italienische Division Sienna (it) |
| Mai                  | 22., 118., 187., 369. et 373. Infanterie-Division, 104. et 114. Jäger-Division, Festungsbereich Kreta, 11. Luftwaffenfeld-Division, 1. Gebirgs-Division,7. SS-Freiwilligen-Gebirgs-Division "Prinz Eugen", italienische Division Sienna (it)                                                                                            |
| Juin                 | 22., 118., 187., 369. et 373. Infanterie-Division, 100., 104., 114. et 117. Jäger-Division, Festungsbereich Kreta, 11. Luftwaffenfeld-Division, 1. Gebirgs-Division, 7. SS-Freiwilligen-Gebirgs-Division "Prinz Eugen", 1. Panzerdivision, LXVIII. Armeekorps, italienische Division Sienna (it), Différentes unités de l'armée Bulgare |
| Juillet              | 22., 118., 187., 369. et 373. Infanterie-Division, 100., 104., 114. Jäger-Division, Festungsbereich Kreta, 11. Luftwaffenfeld-Division, 1. Gebirgs-Division, 7. SS-Freiwilligen-Gebirgs-Division "Prinz Eugen", Sturmdivision Rhodos, LXVIII. Armeekorps, italienische Division Sienna (it), Différentes unités de l'armée Bulgare      |
| Août                 | 22., 118., 187., 297., 369. et 373. Infanterie-Division, 100., 104., 114. Jäger-Division, Festungsbereich Kreta, 11. Luftwaffenfeld-Division, 7. SS-Freiwilligen-Gebirgs-Division "Prinz Eugen", Sturmdivision Rhodos, LXVIII. Armeekorps, italienische Division Sienna (it), Différentes unités de l'armée Bulgare                     |
| Septembre            | 22. Infanterie-Division, Festungsbereich Kreta, Sturmdivision Rhodos, XXII. Armeekorps, 7. Bulgarische Division (bg) |
| Octobre              | 22. Infanterie-Division, Festungsbereich Kreta, Sturmdivision Rhodos, 114. Jäger-Division, 11. Luftwaffenfeld-Division, Division Brandenburg, LXVII. et XXII. Armeekorps, 7. Bulgarische Division (bg) |
| Novembre et décembre | 22. Infanterie-Division, Festungsbereich Kreta, Sturmdivision Rhodos, LXVII. et XXII. Armeekorps, 7. Bulgarische Division (bg) |
| 1944                 | |
| Avril                | 22. et 133. Infanterie-Division, Sturmdivision Rhodos, 4. SS-Polizei-Panzergrenadier-Division, 104. Jäger-Division, LXVIII. Armeekorps, II. Bulgarisches Armeekorps |
| Août à octobre       | 22. et 133. Infanterie-Division, Festungsbrigaden 938, 967 et 939, 11. Luftwaffenfeld-Division, Sturmdivision Rhodos, 4. SS-Polizei-Panzergrenadier-Division, 104. Jäger-Division, LXVIII., XXII., LXXXXI. et XXI. Armeekorps, II. Bulgarisches Armeekorps                                                                              |
| Novembre             | 22. et 133. Infanterie-Division, Festungsbrigaden 939, et 968, XXII., LXXXXI. et XXI. Armeekorps, Armeekorps Müller |
| 1945                 | |
| Janvier              | 22. et 133. Infanterie-Division, Festungsbrigaden 939, et 968, XV., XXXIV., LXXXXI. et XXI. Armeekorps, Armeekorps Müller, 5e corps d'armée SS |
| Février              | XV., XXXIV., LXXXXI. et XXI. Armeekorps |
| Mars                 | XV., XXXIV., LXXXXI. Armeekorps |
| Avril                | XV., XXXIV., XXI., LXIX., LXXXXVII. et LXXXXI. Armeekorps,XV. SS-Kosaken-Kavallerie-Armeekorps |
| Mai                  | 2. Panzerarmee, XV., XXXIV., XXI., LXIX., LXXXXVII. et LXXXXI. Armeekorps, XV. SS-Kosaken-Kavallerie-Armeekorps |

## Sources
- (en) Cet article est partiellement ou en totalité issu de l’article de Wikipédia en anglais intitulé « Army Group E » (voir la liste des auteurs).